# Vóvchytsi
Vóvchytsi (ucraniano: Во́вчиці) es un pueblo de Ucrania, constituido administrativamente como una pedanía del asentamiento de tipo urbano de Zarichne, en el raión de Varash de la óblast de Rivne.
En 2001, el pueblo tenía una población de 665 habitantes.
Se ubica unos 5 km al sur de la capital municipal Zarichne, a orillas del río Styr.

## Historia
Antes de la fundación del actual municipio de Zarichne en 2020, el pueblo era una pedanía del consejo rural de Díbrivsk, en el raión de Zarichne.